# أحمد خان طارق
أحمد خان طارق (بالأردوية: احمد خان طارق؛ بالإنجليزية: Ahmad Khan Tariq) هو شاعر باكستاني، ولد في 24 يناير 1952 في ديرا غازي خان في باكستان، وتوفي في 10 فبراير 2017.